# Nilus paralbocinctus
Nilus paralbocinctus là một loài nhện trong họ Pisauridae. Chúng được miêu tả năm 2004 bởi Zhang, Zhu & Da-xiang Song.